# Żegoty
Żegoty (deutsch Siegfriedswalde, früher auch Siebertswalde, Seubertswalde und Soubertswalde) ist ein Dorf in der Gmina Kiwity (Landgemeinde Kiwitten) im Powiat Lidzbarski (Kreis Heilsberg) der polnischen Woiwodschaft Ermland-Masuren.

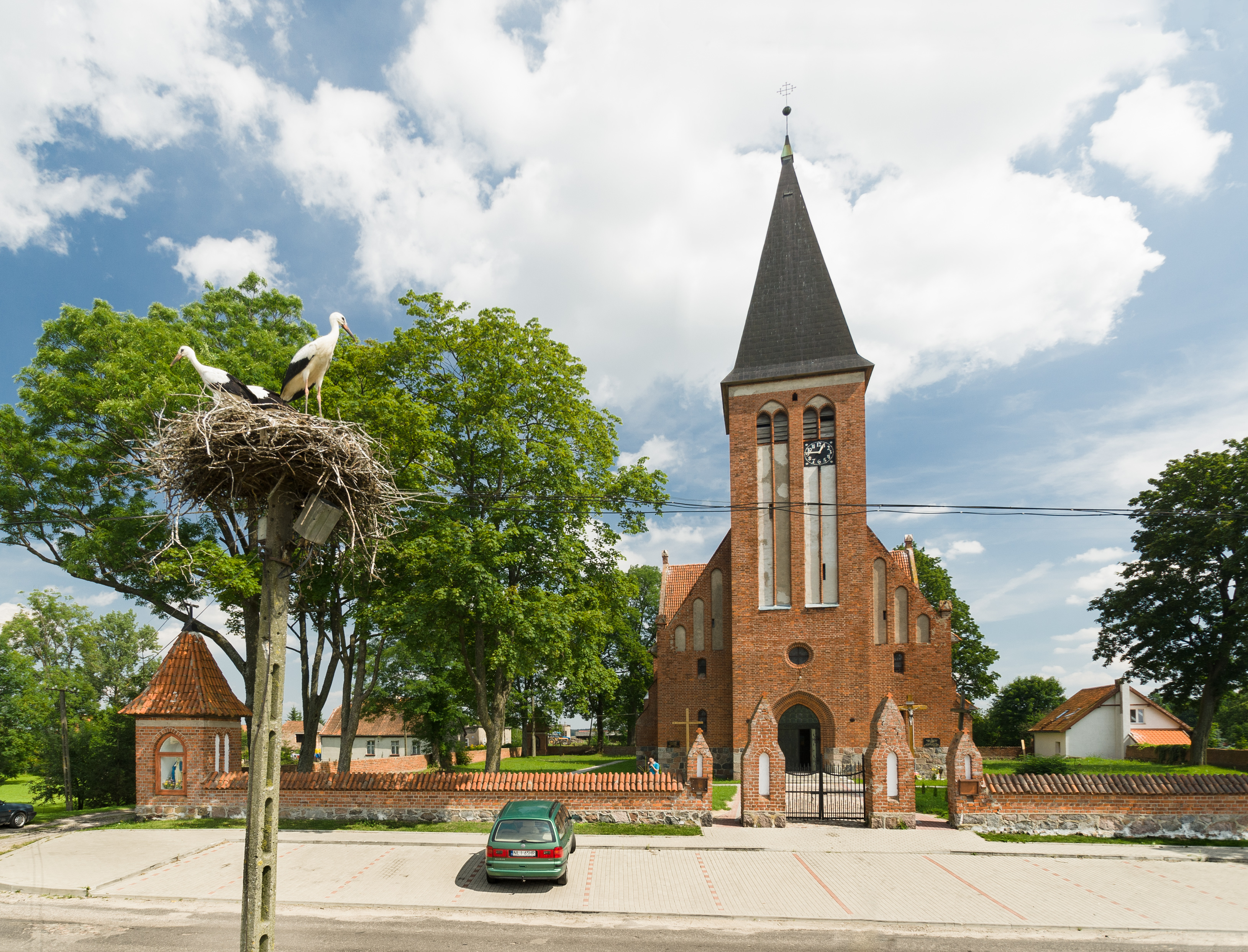
Dorfkirche, 1606 neu errichtet nach einem Brand

## Geographische Lage
Żegoty liegt im ehemaligen Ostpreußen etwa 13 Kilometer östlich der Kreisstadt Lidzbark Warmiński (Heilsberg) und 40 Kilometer nordöstlich von Olsztyn (Allenstein) im Nordwesten der Woiwodschaft Ermland-Masuren. Östlich des Orts fließt die Simser (polnisch Symsarna).

## Geschichte

### Ortsgeschichte
Im 13. Jahrhundert gehörte die Ortschaft zum Herrschaftsbereich des Deutschen Ordens. Im Jahre 1338 verlieh ihr der ermländische Bischofsvogt Heinrich von Luter dem zu errichtenden Kirchdorf die Handfeste nach Kulmer Recht.
Nach der Zweiteilung des Deutschordensstaats Preußen im Zweiten Frieden von Thorn 1466 kam das Dorf mit dem Fürstbistum Ermland zum autonomen Preußen Königlichen Anteils, das sich freiwillig der Oberhoheit der polnischen Krone unterstellt hatte. Im Zuge der Wiedervereinigung Ost- und Westpreußens 1772 kam Siegfriedswalde zum Königreich Preußen.
Im Jahr 1789 wird Siegfriedswalde als ein königliches Dorf mit 74 Feuerstellen (Haushaltungen) bezeichnet, dessen Kirche eine Filiale von Seeburg (polnisch Jeziorany) sei.
Am 21. Mai 1874 wurde Siegfriedswalde ein Amtsdorf und damit namensgebend für einen Amtsbezirk im ostpreußischen Kreis Heilsberg innerhalb des Regierungsbezirks Königsberg. Waren ihm anfangs sechs Nachbarkommunen zugeordnet, waren es am Ende aufgrund struktureller Veränderungen noch drei.
Der Nachbarort Makohlen (polnisch Maków) wurde am 30. September 1928 inn die Landgemeinde Siegfriedswalde eingegliedert.
Bis 1945 gehörte das Dorf Siegfriedswalde zum Kreis Heilsberg im Regierungsbezirk Königsberg der preußischen Provinz Ostpreußen des Deutschen Reichs.
Gegen Ende des Zweiten Weltkriegs wurde die Region im Frühjahr 1945 von der Roten Armee besetzt. Nach Kriegsende wurde der Ort unter der Bezeichnung Żegoty im Sommer 1945 gemäß dem Potsdamer Abkommen zusammen mit der südlichen Hälfte Ostpreußens zum Bestandteil der Volksrepublik Polen. Danach begann die Zuwanderung polnischer Bevölkerung. Soweit die einheimischen Dorfbewohner nicht geflohen waren, wurden sie in der Folgezeit aus Siegfriedswalde vertrieben.
Heute ist Żegoty eine Ortschaft im Verbund der Gmina Kiwity (Landgemeinde Kiwitten) im Powiat Lidzbarski (Kreis Heilsberg), von 1975 bis 1998 der Woiwodschaft Olsztyn, seither der Woiwodschaft Ermland-Masuren zugehörig. Im Jahre 2021 zählte das Dorf 397 Einwohner.

### Demographie
| Jahr | Einwohner | Anmerkungen                                          |
| ---- | --------- | ---------------------------------------------------- |
| 1816 | 443       | [ 3 ]                                                |
| 1858 | 647       | darunter eine evangelische Person und 645 Katholiken |
| 1871 | 700       | darunter 100 Evangelische und 150 Juden              |
| 1910 | 710       | [ 10 ]                                               |
| 1933 | 739       | [ 11 ]                                               |
| 1939 | 740       | [ 11 ]                                               |

### Amtsbezirk 1874–1945
Zum Amtsbezirk Siegfriedswalde gehörten zwischen 1874 und 1945 die Orte:
| Deutscher Name  | Polnischer Name | Anmerkungen                                      |
| --------------- | --------------- | ------------------------------------------------ |
| Frauenwalde     | Świętno         | 1928 nach Tollnigk eingemeindet                  |
| Klotainen (LG)  | Klutajny        |                                                  |
| Klotainen (GB)  |                 | 1928 in die Landgemeinde Klotainen eingegliedert |
| Makohlen        | Maków           | 1928 nach Siegfriedswalde eingemeindet           |
| Siegfriedswalde | Żegoty          |                                                  |
| Tollnigk        | Tolniki Wielkie |                                                  |

## Religion

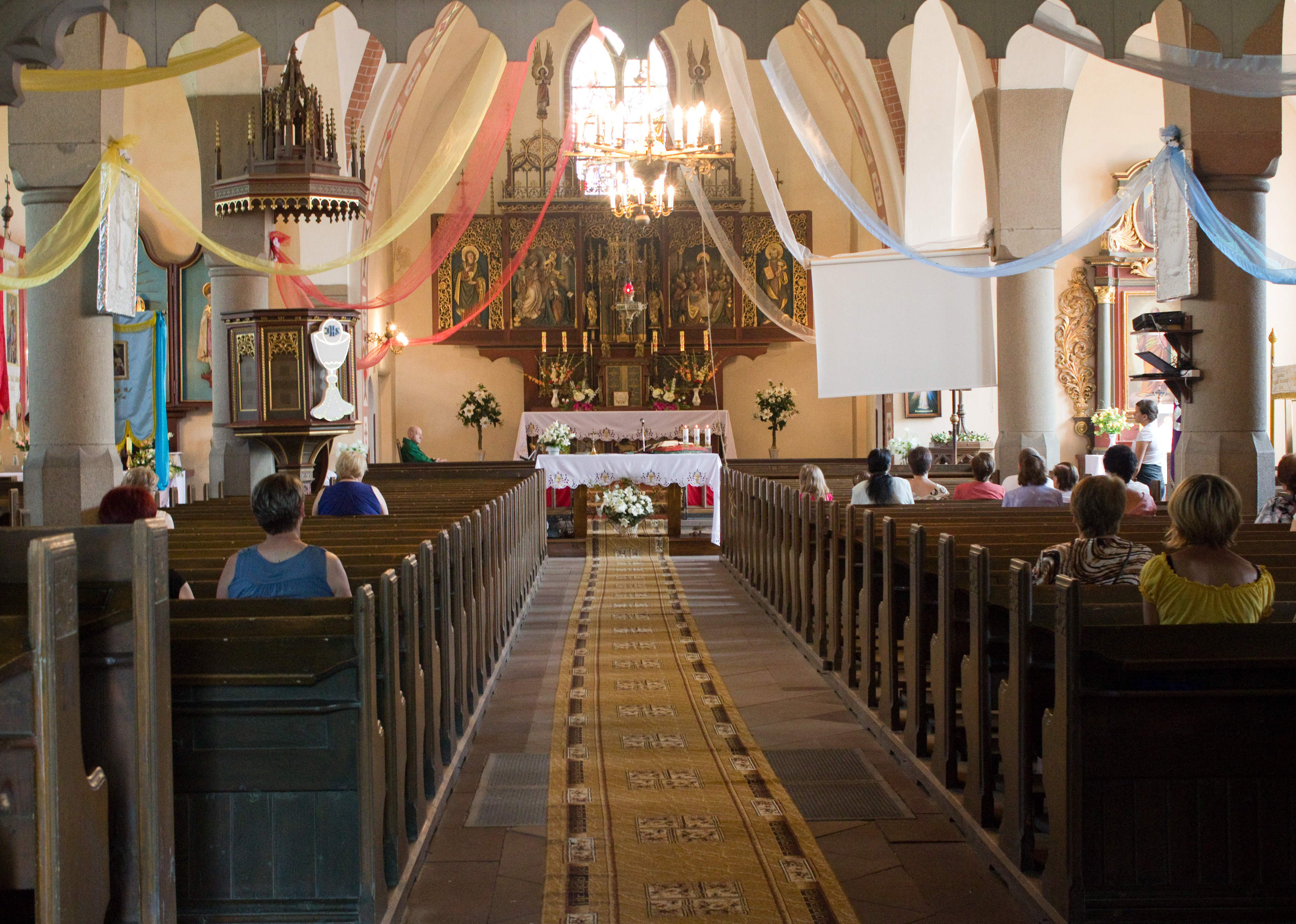
Innenansicht der Kirche

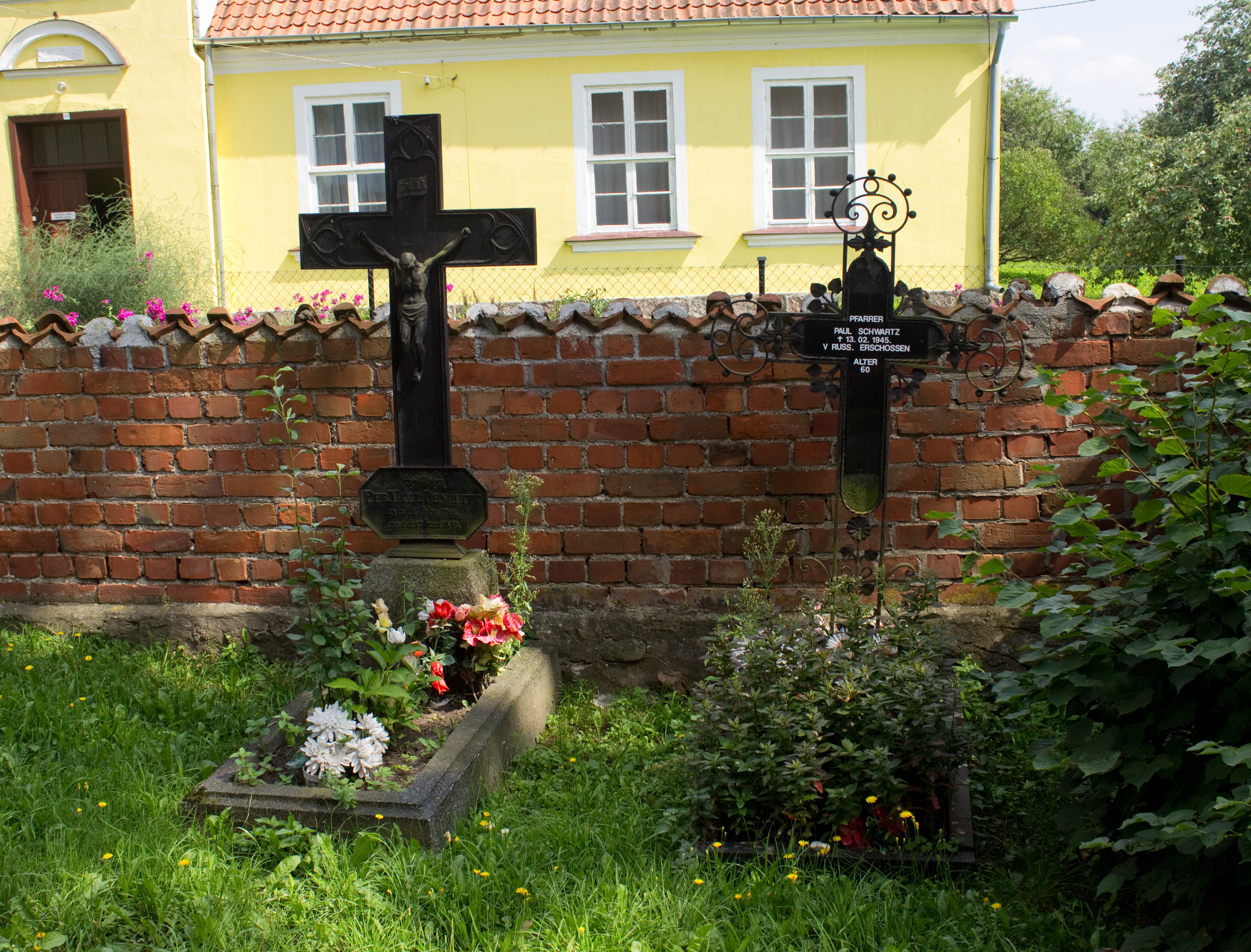
Grabstellen an der Kirche noch aus der Zeit vor 1945

Eine kirchliche Gemeinde wurde in Siegfriedswalde bereits in der ersten Hälfte des 14. Jahrhunderts gegründet. Eine erste Kirche aus dem gleichen Jahrhundert brannte im 16. Jahrhundert ab und wurde nach dem Wiederaufbau am 27. August 1606 von Bischof Simon Rudnicki St. Johannes dem Evangelisten geweiht. Wegen Baufälligkeit wurde ein Neubau notwendig, der 1909/10 neogotisch errichtet wurde und dessen Inneneinrichtung von damals auch noch heute erhalten ist.
Bis 1945 gehörten die mehrheitlich römisch-katholischen Einwohner von Siegfriedswalde zur Pfarrei Seeburg (Jeziorany) im Bistum Ermland, während der evangelische Bevölkerungsteil dem Kirchspiel der evangelischen Kirche Heilsberg im Kirchenkreis Braunsberg innerhalb der Kirchenprovinz Ostpreußen der Kirche der Altpreußischen Union zugeordnet war.
Die katholischen Kirchenglieder des Orts gehören jetzt mit ihrer eigenen Pfarrkirche zum Dekanat Lidzbark Warmiński (Heilsberg) im Erzbistum Ermland, während die evangelischen Kirchenglieder heute zur Diözese Masuren der evangelisch-lutherischen Kirche in Polen gehören.

## Verkehr
Żeloty liegt an einer Nebenstraße, die die Woiwodschaftsstraße 513 bei Lidzbark Warmiński (Heilsberg) mit der Woiwodschaftsstraße 593 bei Wójtówko (Voigtsdorf) mit einander verbindet und dabei parallel zum Flüsschen Simser (Symsarna) verläuft.
Eine Bahnanbindung besteht für den Ort heute nicht mehr. Von 1901 bis 1996 war Tollnigk (polnisch Tolniki Wielkie) die nächste Bahnstation und lag an der Bahnstrecke (Niedersee–) Rothfließ–Heilsberg–Zinten (–Königsberg), die zuletzt nur noch auf polnischer Seite befahren wurde, heute aber nicht mehr existiert.

## Persönlichkeiten
Aus dem Ort gebürtig
- Josef Graw, geboren am 29. März 1854 in Siegfriedswalde, deutscher Politiker (Zentrum) († 1929)

Mit dem Ort verbunden
- Paul Schwartz (1878–1945), römisch-katholischer Pfarrer, ab 1928 in Siegfriedswalde und hier verstorben am 12. Februar 1945
- Leo Olschewski (1894–1942), römisch-katholischer Pfarrer, nach 1919 kurzzeitig Kaplann in Siegfriedswalde
- Paul Langkau (1903–1945), römisch-katholischer Geistlicher, ab 1933 Pfarrer in Siegfriedswalde, von Rotarmisten verschleppt und im Lager im Ural 1945 als Märtyrer verstorben